# 佐賀縣立博物館
佐賀縣立博物館（日语：さがけんりつはくぶつかん）是位於日本佐賀縣佐賀市的縣立綜合博物館，和佐賀縣立美術館相連。

## 历史
佐賀縣立博物館的前身是佐賀縣文化館。現在佐賀縣立博物館和佐賀縣立美術館一體運營る。博物館主要收藏和佐賀縣有關的美術品。

## 外部連結
- 佐賀県立博物館 佐賀県立美術館（页面存档备份，存于）
- 佐賀県文化課的Facebook專頁 - 博物館の情報も発信
- cafe TRES[永久]
- SAGAデジタルミュージアム - 収蔵品の検索